# 토머스 월런
토머스 월런(영어: Thomas Whalan, 1980년 1월 15일~)은 오스트레일리아의 은퇴한 수구 선수이다. 주로 스페인 디비시온 데 오노르 데 와테르폴로와 이탈리아 세리에 A에서 활약했으며, 오스트레일리아 수구 국가대표팀의 일원으로 올림픽에 4회 참가했다. 그는 오스트레일리아 대표팀의 일원으로 국제 경기 350경기에 출전했다.

## 개인사
오스트레일리아 국가대표 수영 선수인 엘카 그레이엄과 결혼하여 자녀 4명을 뒀다.